# Cladomnion
Cladomnion là một chi rêu trong họ Ptychomniaceae.